# Piédalu député
Série Piédalu
Piédalu fait des miracles
(1952)
Pour plus de détails, voir Fiche technique et Distribution.
Piédalu député est un film français réalisé par Jean Loubignac, sorti en 1954

## Synopsis
Piédalu qui est maire de Marboue-Chambourcy est poussé par ses amis à briguer la députation. Il se trouve que sa fille Françoise, qui est étudiante à Paris, est amoureuse du fils de Vardivol, son adversaire politique. Malgré les intrigues de ses concurrents, Piédalu est élu.

## Fiche technique
- Réalisation : Jean Loubignac
- Scénario : Ded Rysel et Jean Loubignac
- Dialogues : Ded Rysel
- Décors : Aimé Bazin et Claude Bouxin
- Photographie : René Colas
- Montage : Jacques Mavel
- Son : Jean Bertrand
- Musique : Paul Durand
- Société de production et de distribution : Optimax Films
- Pays :  France
- Format : Noir et blanc - 1,37:1 - 35 mm - Son mono
- Genre : Comédie
- Durée : 95  min
- Dates de sortie :
  - France : 20 janvier 1954
- Affiche : Roger Cartier (France)

## Distribution
- Ded Rysel : Piédalu
- Roland Armontel : Vardivol
- Jeanne Fusier-Gir
- Alexandre Rignault : le curé
- Noëlle Norman
- Jean Carmet
- Raymond Cordy : Gardonnet
- Jean Brochard : Coldagneau
- Frédéric Duvallès
- Josette Arno : Françoise Piédalu
- Dominique Davray : l'amie de Vardivol
- Claude Luter
- Sidney Bechet
- Charles Bouillaud
- Georges Bever
- Michel Roux : le fils Vardivol
- Christian Lude
- Georges Questiau
- Gaston Rey
- René Berthier
- Max Dejean
- Jean-Claude Fontana
- Guy Mairesse
- Huguette Montreal
- Maryse Paillet
- Georges Paulais
- Lina Roxa
- Madeleine Suffel
- Guy Rapp
- Jacques Richard
- Nicole Régnault
- Robert Sandrey
- André Réwéliotty